# Lisa Galvan
Lisa Galvan (Cologna Veneta, 19 agosto 1990) è una calciatrice ed ex giocatrice di calcio a 5 italiana, difensore del Vicenza.

## Carriera

### Calcio a 11
Ha disputato quattro stagioni nella massima categoria del campionato italiano femminile, tre con il Venezia ed uno con il Valpolicella, conquistando con quest'ultima, ancora denominata Valpo Pedemonte, la Serie A al termine della stagione 2012-2013. Tuttavia all'inizio della stagione seguente, nell'incontro di ritorno del primo turno di Coppa Italia subisce un grave infortunio al ginocchio che la costringe a lasciare il campo di gioco in ambulanza e a rinunciare all'intero campionato 2013-2014..

## Palmarès
- Campionato italiano di Serie A2: 1

Valpo Pedemonte: 2012-2013
- Campionato italiano di Serie B: 1

Valpolicella: 2016-2017